# Aelred
Aelred, Ælred ou Aëlred est un prénom masculin d'origine anglo-saxonne, peu usité.
Les Aelred sont fêtés le 12 janvier.
Ce prénom fut porté notamment par :

## Saint chrétien
- Ælred de Rievaulx (° vers 1099 - † 1166 ou 1167), moine cistercien qui a laissé de nombreux écrits et est considéré comme Docteur de la charité et de l'amitié ; fêté le 12 janvier[1].